# Салутирање
Салутирање или војнички поздрав је радња која се користи за исказивање поштовања. Приликом салутирања особи, за разлику од заставе или химне или друге симболичне мелодије, држи се поглед усмерен ка тој особи, као и када јој се узвраћа поздрав. Поздрави руком се обично изводе приношењем десне руке глави на неки начин, а прецизан начин се разликује од земље до земље, понекад и међу различитим родовима оружаних снага исте земље. Поздрав британске војске је скоро идентичан француском поздраву, са дланом окренутим ка споља.
Поједини историчари верују да је поздрав руком почео да се користи у касном римском добу када су атентати били чести. Грађанин који је желео да се обрати јавном функционеру морао да је да му приђе са подигнутом десном руком, како би показао да се не носи оружје. Из тог доба и потиче назив „салутирање“, јер су Римљани, уз поздрав подигнутом десном рукому лакту и отвореним дланом изговарали и поздрав "салуте". Приношење десне руке челу, као део поздрава, према неким тумачењима настало је од витешког обичаја да се у пролазу открива визир на шлему како би се витезови погледали у очи и показали да су добронамерни. Из истог разлога се длан руке којом се подиже визир окретао споља да се покаже да се у њему не држи никакво оружје. Оваква пракса поздрављања ратног друга постепено постаје начин да се покаже поштовање, а понекад је подразумевала и подизање шешира. Средином 19. века, покрет је модификован додиривањем капе, након чега је установљен поздрав руком који се користи и данас. У војсци, увођењем тророгог шешира као део униформе, такав начин поздрављања се усталио као израз поштовања официра, заставе и државе.